# ヴラツァ
ヴラツァ（ブルガリア語:Вра̀ца / Vratsa）はブルガリア北西部の町、およびそれを中心とした基礎自治体。ヴラツァ州に属し、その州都である。バルカン山脈のふもとに位置している。ラテン文字表記には Vratsa の他、Vratza や Vraca が用いられることもある。
ヴラツァの町は商業と工芸の中心地であり、鉄道網の交差点である。ヴラツァでは織物、金属生産、化学、陶業の生産が盛んである。ヴラツァはオスマン帝国統治時代の統治と防衛の拠点となっていた。

## 地理

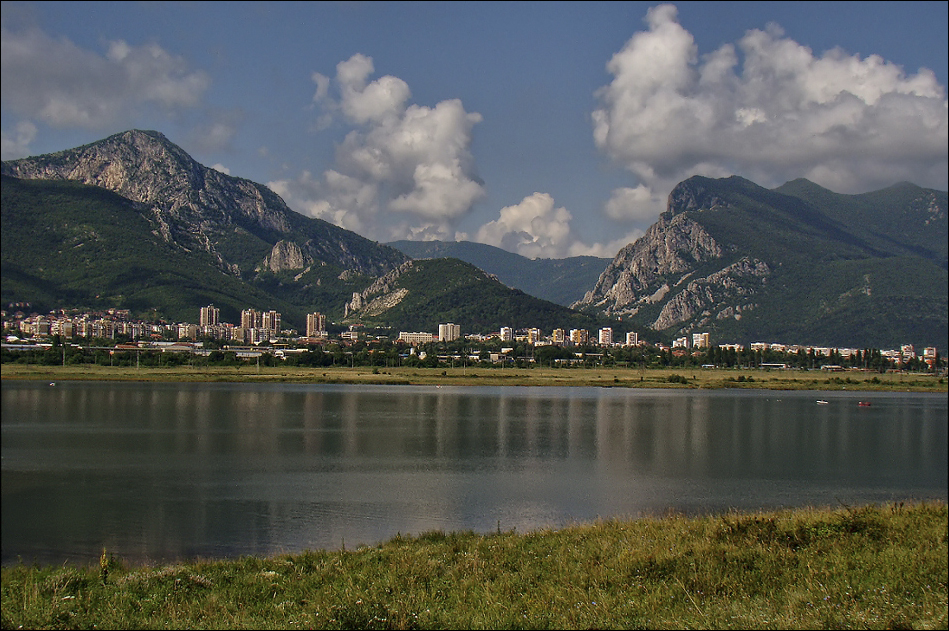

ヴラツァの町は絵になるような美しさで知られる。ヴラツァ山（Врачански Балкан / Vrachanski Balkan）のふもとの丘陵に位置しており、レヴァ川（Лева / Leva）が町を横切っている。巨大で険しい岩山が周囲にはそびえたつ。町はブルガリアの首都であるソフィアから116キロメートルのところに位置している。
この地方には多くの魅力的な自然の風景が見られ、ブルガリア北西部における休養地である。複数の保護された自然と歴史的遺産がヴラツァ国有林のなかに見られる。

## 歴史
ヴラツァは古代のトラキア人の町であった。都市要塞のあった場所へ通じる狭い道のため、ヴラツァは古代ローマからはヴァルヴェ（Valve、要塞の扉）と呼ばれた。今日、この細道はヴラツァの象徴であり、市章にも表現されている。
ローマ帝国の分裂後、町は東ローマ帝国に属した。6世紀、ヴラツァには南スラヴ人の部族が居住した。彼らはパンノニアやダキアから流入した人々であったが、町は東ローマの統治下に留まった。
7世紀、ブルガール人とスラヴ人は第一次ブルガリア帝国を建国し、スラヴ人の土地ヴラツァはその一部となった。町は国境に近かったため、やがて戦略的重要拠点となっていった。町の名前はヴァルヴェから、スラヴ語の呼称ヴラティツァ（Вратица / Vratitsa）へと変わった。これが現在の呼称の由来となっている。ヴラツァは金細工、銀細工の生産と交易、質の高い土器と軍事的重要性を持った町になった。
8世紀、ブルガリアの軍がソフィアを制圧し、ヴラツァはその重要性を失っていった。ソフィアはより高い戦略的重要性を持ち、開発も進み、より大きな町であったためである。しかしヴラツァは後に侵入したビザンティン、セルビア人、マジャル人との戦いにおいて再び重要な役割を果たす。

## 観光
山々と森は多様な観光開発に適している。狩猟、釣り、スキー、洞窟探検、ハンググライディング、写真撮影などがある。
登山、サイクリングなどの複数のスポーツのための条件が整っており、ハングライディング、パラグライディング、カーティング、また、自動車・オートバイのレースのためのトラックもある。また、大人と子どものためのスイミング・プール、ウォーター・サイクル、ディスコ、バー、レストラン、質の高いホテルなどもある。
歴史博物館と、民族誌学・民族復興博物館もある。

## 交通
ヴラツァはこの地方の町や村からバスや鉄道でつながっている。ソフィアやプレヴェン、ヴィディン、モンタナ、コズロドゥイ、オリャホヴォ、メズドラや地方の小さな村々と定期バスで結ばれている。バス・ターミナルは鉄道駅と町の中心の間に位置している。ヴラツァは重要な鉄道網の拠点となっており、メズドラ、ボイチノヴツィ、ブルサルツィ、ヴィディン、ロムなどと結ばれている。町はメズドラを通じて全国的な鉄道網へとつながっている。駅は待ちの北西にある。市内には定期バスが走っている。

## 町村
ヴラツァ基礎自治体（Община Враца）には、その中心であるヴラツァをはじめ、以下の町村（集落）が存在している。
- Баница
- Бели извор
- Веслец
- Вировско
- Власатица
- Враца
- Върбица
- Голямо Пещене
- Горно Пещене
- Девене
- Згориград
- Костелево

- Лиляче
- Лютаджик
- Мало Пещене
- Мраморен
- Нефела
- Оходен
- Паволче
- Тишевица
- Три кладенци
- Челопек
- Чирен

## 姉妹都市
- フランクフルト (オーダー)、ドイツ
- スームィ、ウクライナ
- ヴィルヌーヴ＝ル＝ロワ、フランス
- コブルィン、ベラルーシ
- セルプホフ、ロシア
- クラヨーヴァ、ルーマニア
- ボル、セルビア
- キチェヴォ、マケドニア

## ギャラリー

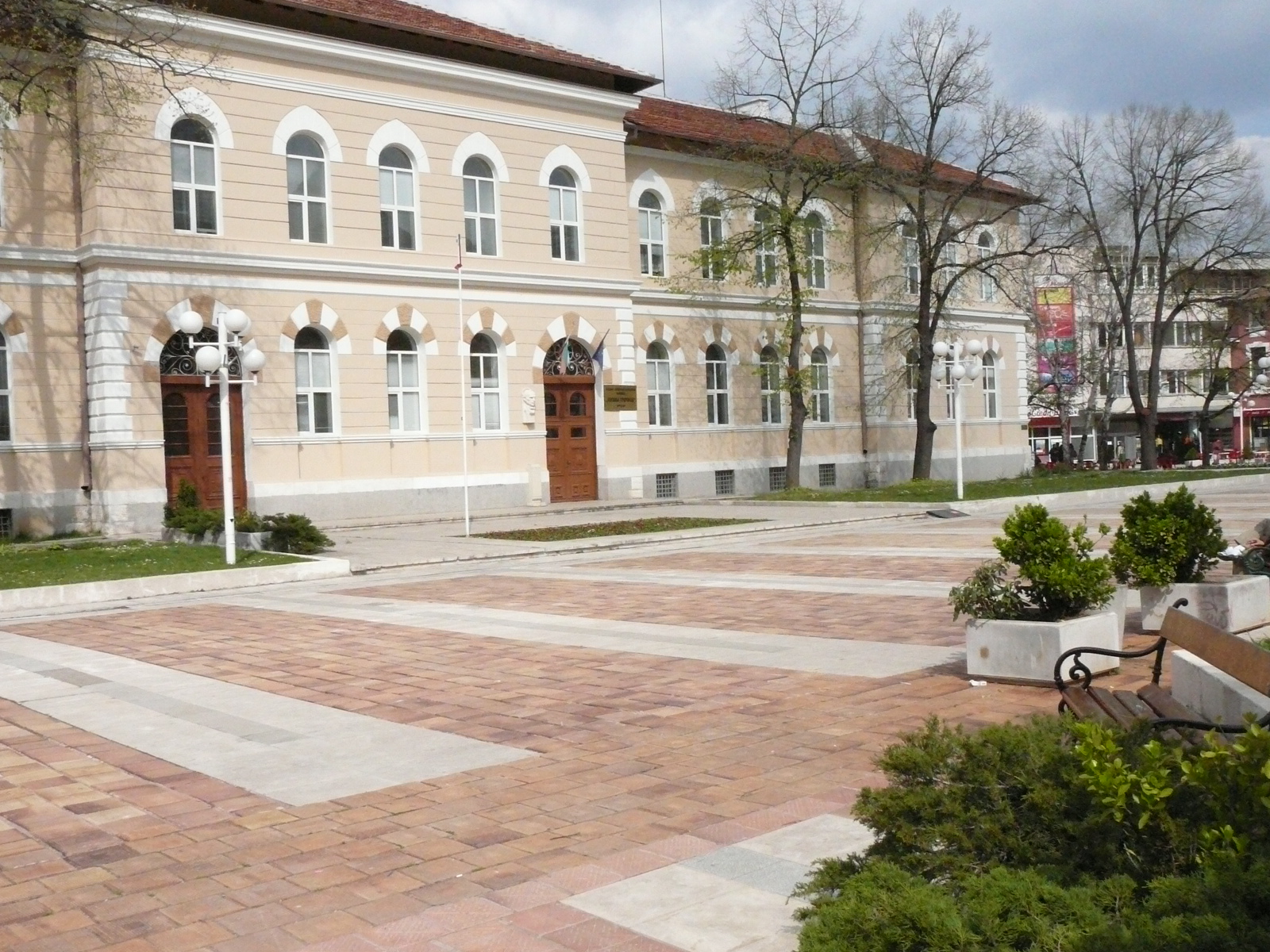
町
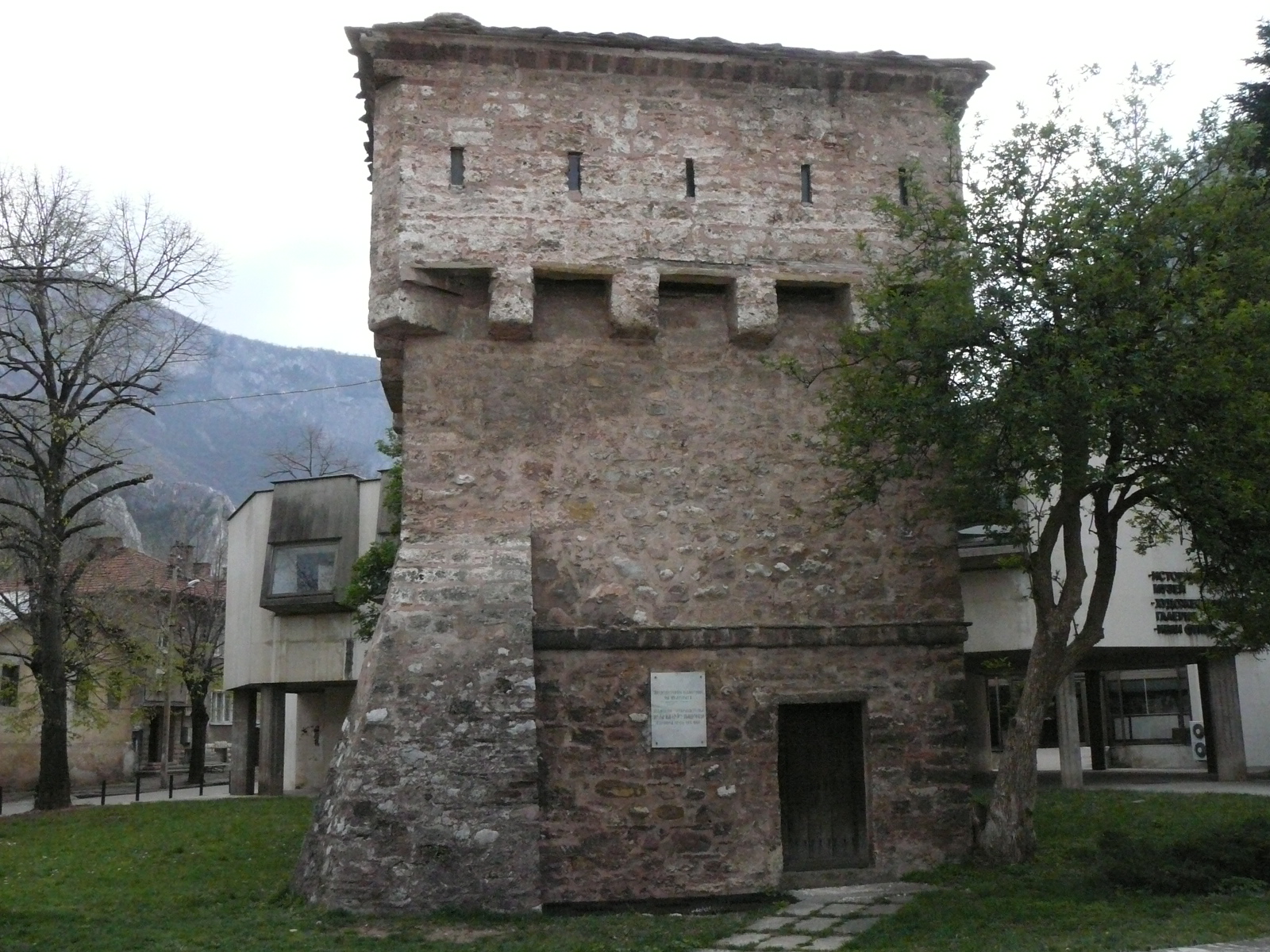
中世の塔
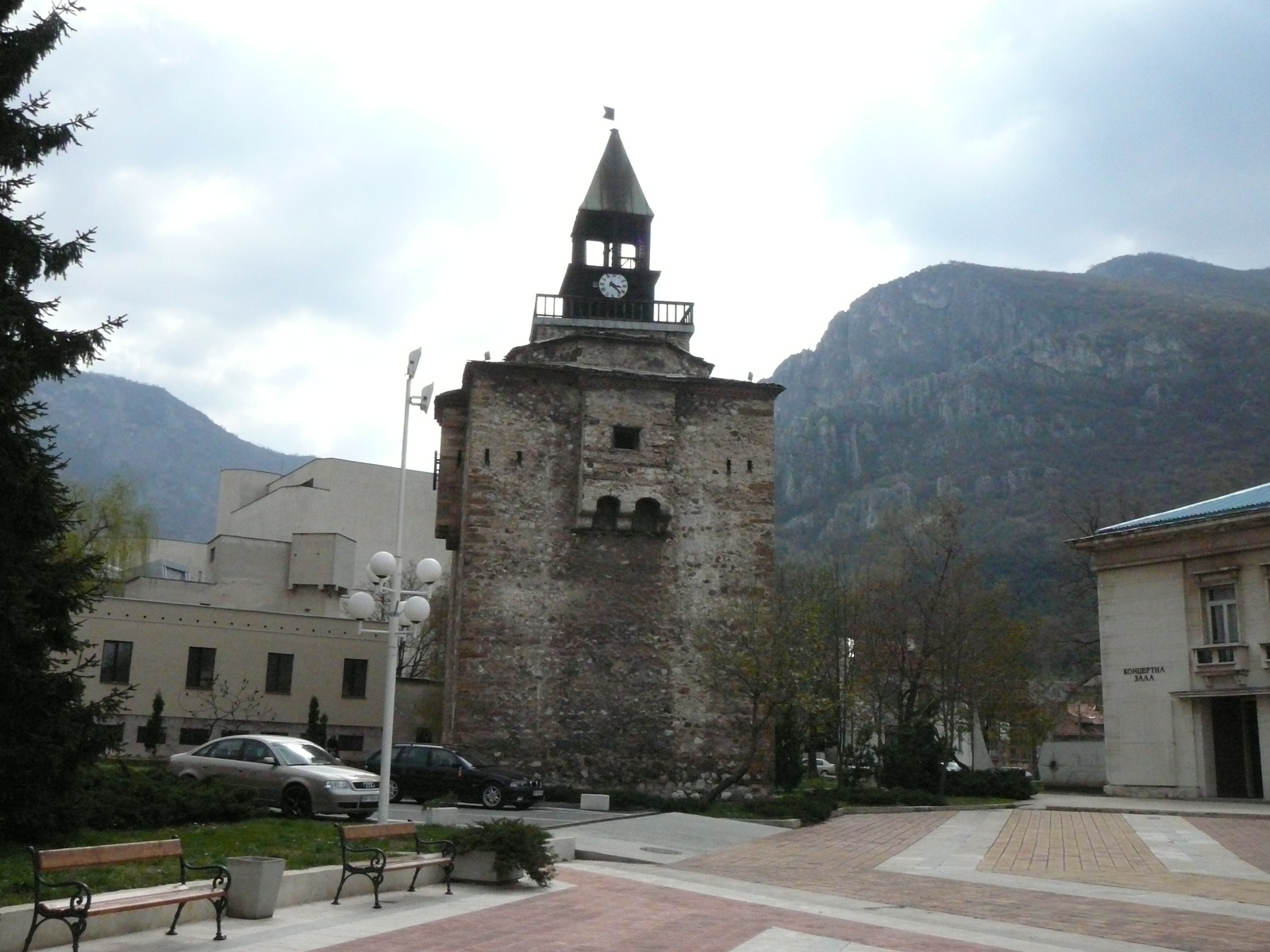
中世の塔
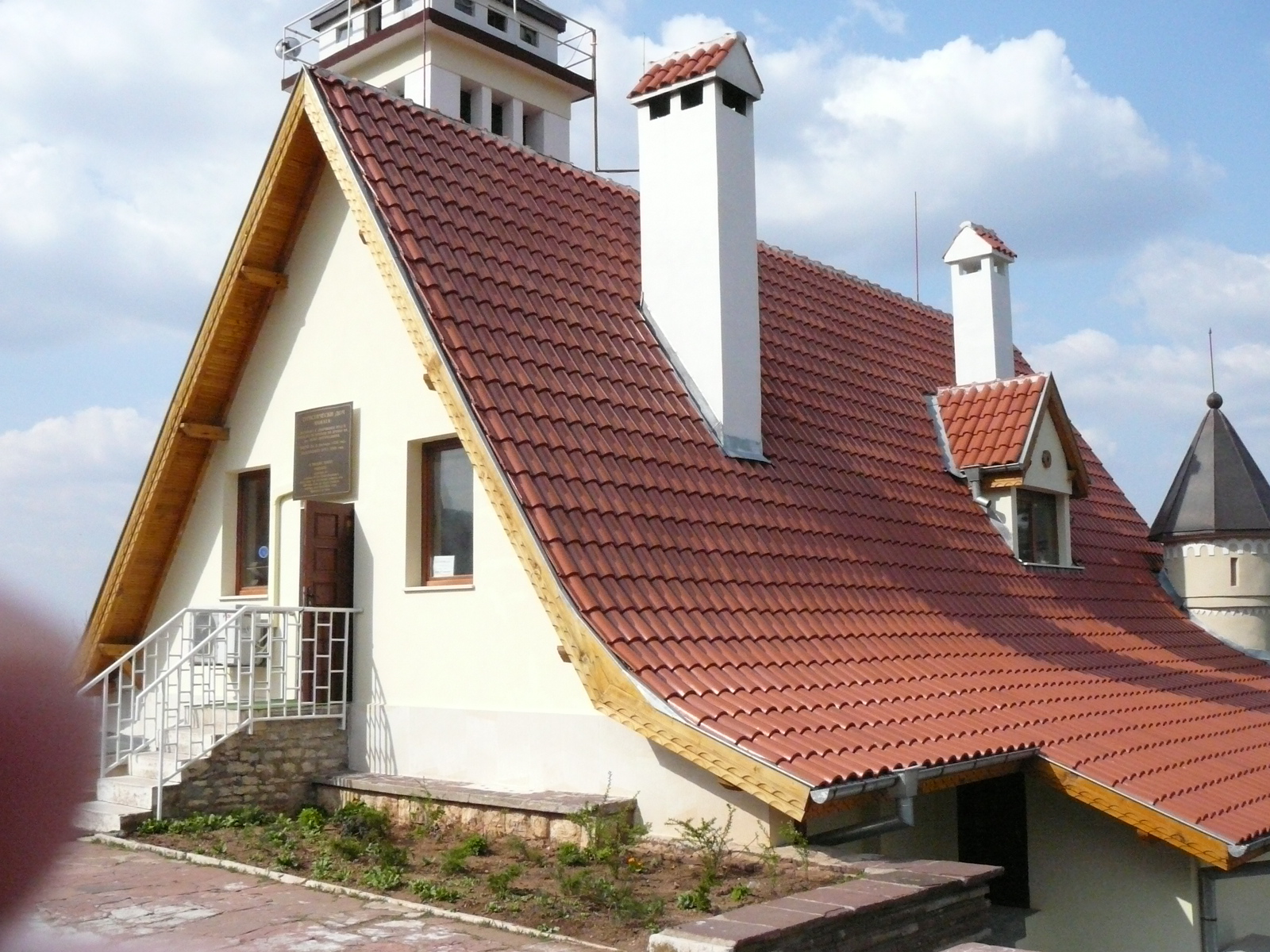
旅行者センター
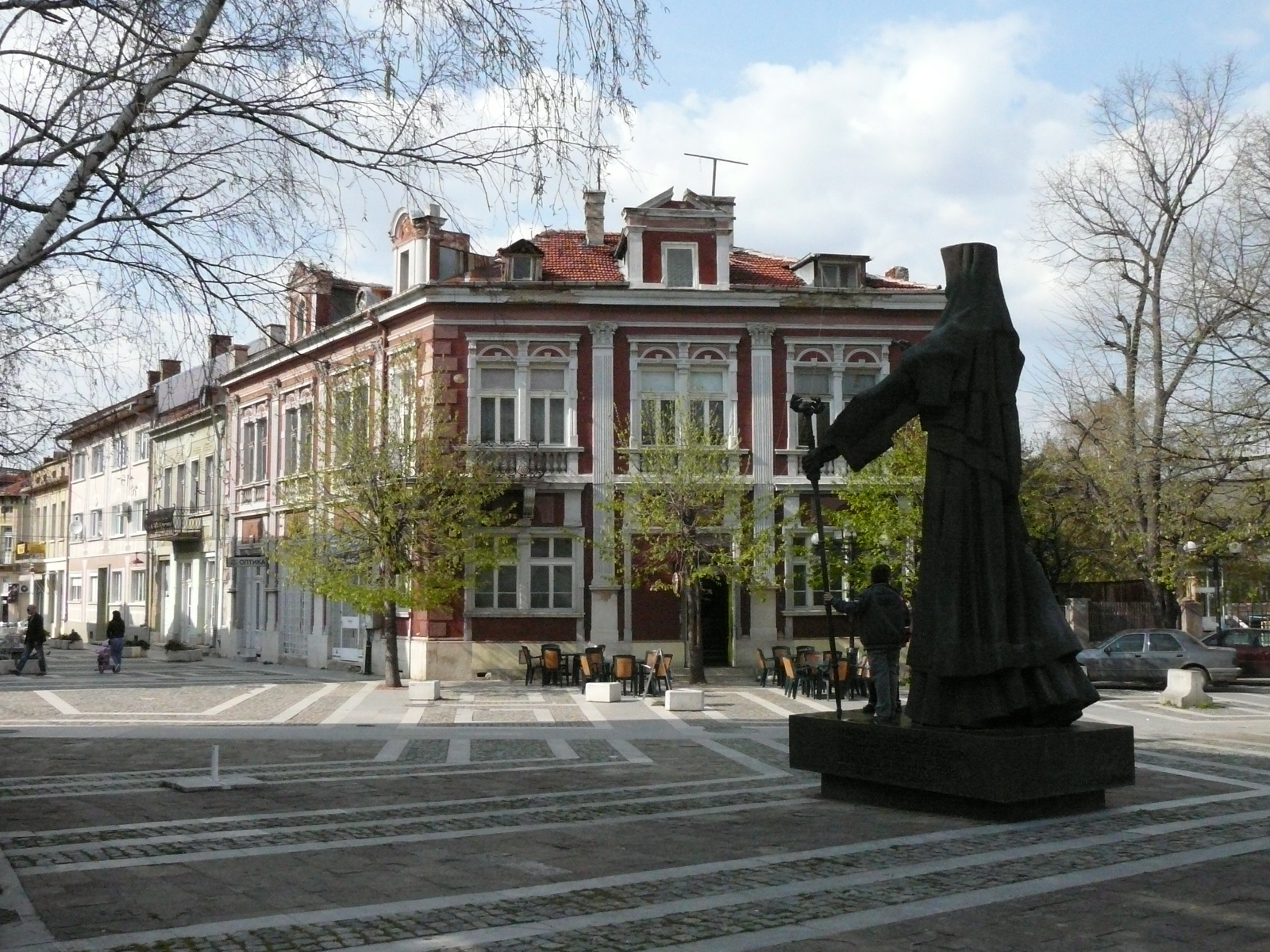
町
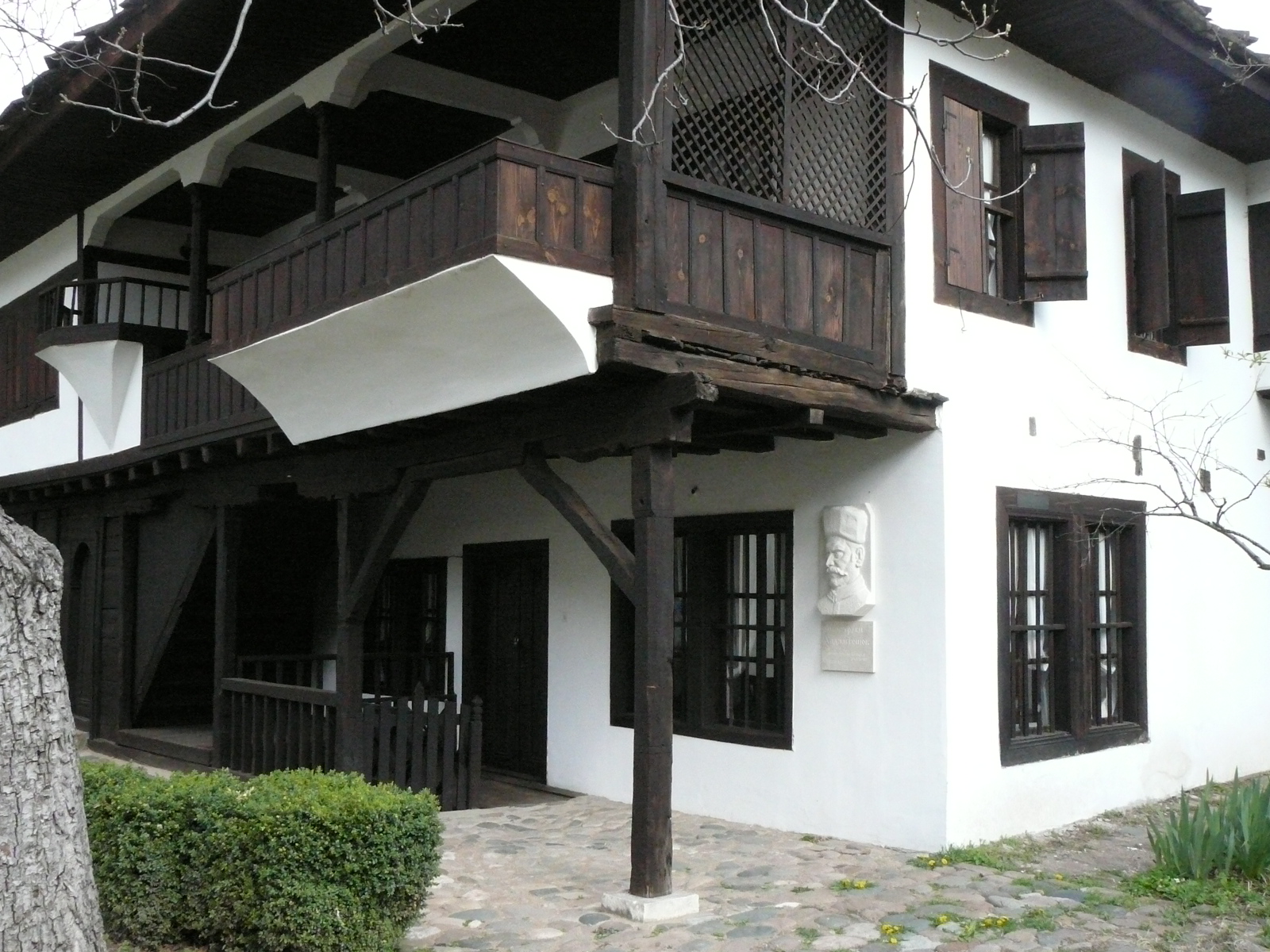
民族誌学博物館